# B. P. Schulberg
Pour les articles homonymes, voir Schulberg.
B. P. Schulberg, Benjamin Percival Schulberg, de son vrai nom Percival Schulberg, né le 19 janvier 1892 à Bridgeport, Connecticut et mort le 25 février 1957 à Key Biscayne, Floride, est un producteur de cinéma et chef de studio américain.

## Biographie
B. P. Schulberg prit le prénom Benjamin, en copiant le prénom du garçon qui était en face de lui lors de son inscription à l'école afin d'éviter les moqueries sur son nom trop britannique. Schulberg débuta en tant que directeur de publicité chez Famous Players-Lasky, mais la conséquence de la lutte du pouvoir à la formation de United Artists fut la perte de son emploi pour avoir été du mauvais côté, celui des perdants.
En 1919, à l'âge de 27 ans, il fonda Preferred Pictures bâti autour de l'incarnation de la "beauté américaine", l'actrice Katherine MacDonald. En 1923, son vieux copain d'école et associé Jack Bachman, le convainc d'offrir à la starlette de New York, Clara Bow âgé de 18 ans, un contrat d'essai de trois mois. Dès les premiers jours de son arrivée, l'actrice fut intégrée au nombre d'acteurs permanents du studio.
Le 21 octobre 1925, Schulberg déposa le bilan de Preferred Pictures, avec 820 774 dollars de dettes et seulement 1 420 dollars d'actifs. Trois jours plus tard, on annonçait que Schulberg allait rejoindre Adolph Zukor et devenir producteur associé de Paramount Pictures.
À l'époque où l'industrie du cinéma bât son plein avec les cadres de studios conservateurs, Schulberg paraît comme un libéral du New Deal, d'après le magazine Moving Pictures Schulberg est « un politicien libéral dans le monde réactionnaire de Mayer et de Hearst. » Sa femme, Adeline Jaffe-Schulberg, fonda une agence artistique reprise plus tard par son frère, le producteur et agent Sam Jaffe. Elle passait également du temps avec les femmes de la société à Hollywood, au lieu de travailler pour des œuvres de charité qui assistait les personnes démunies et promouvait le socialisme. Ensuite, elle ouvrit une agence littéraire à New York.
B. P. Schulberg et Adeline Jaffe-Schulberg eurent trois enfants tous devenus célèbres. Le romancier et scénariste Budd Schulberg, le producteur Stuart Schulberg et l'écrivaine Sonya Schulberg O'Sullivan.
Depuis 1934, Schulberg ne maintenait plus son ancien poste chez Paramount et retourna à la réalisation indépendante, et officiait dans un studio adjacent à ceux de Paramount, plus tard connu sous le nom de Raleigh Studios. En 1937, Paramount arrêta de distribuer ses films et il n'a plus touché à la distribution jusqu'en 1940, quand il s'est mis à produire pour Columbia Pictures. Il produisit alors six films pour Columbia en trois ans jusqu'à sa retraite en 1943. Il offrit ses services à différents journaux de cinéma mais sans succès.
B. P. Schulberg mourut chez lui à Key Biscayne en Floride en 1957.
En reconnaissance de sa contribution pour l'industrie du cinéma, B. P. Schulberg possède son étoile sur Walk of Fame d'hollywood au niveau du 1500 Vine Street.

## Filmographie partielle
- 1922 : L'Eau qui dort (Heroes and Husbands) de Chester Withey
- 1922 : The Woman Conquers de Tom Forman
- 1924 : La Folie d'une femme (White Man) de Louis J. Gasnier
- 1925 : The Parasite de Louis Gasnier
- 1925 : Quand on a vingt ans (The Plastic Age) de Wesley Ruggles
- 1926 : The Eagle of the Sea de Frank Lloyd
- 1926 : Mantrap de Victor Fleming
- 1927 : L'As des PTT (en) (Special Delivery) de Roscoe Arbuckle
- 1927 : Les Nuits de Chicago de Josef von Sternberg
- 1927 : Ritzy réalisé par Richard Rosson
- 1927 : Señorita de Clarence G. Badger
- 1928 : La Belle aux cheveux roux (Red hair) de Clarence G. Badger
- 1928 : La Rue des péchés (Street of Sin) de Mauritz Stiller
- 1928 : Le Bateau de nos rêves (The First Kiss) de Rowland V. Lee
- 1929 : L'Affaire Greene  (The Greene Murder Case), de Frank Tuttle
- 1929 : Le Cavalier de Virginie (The Virginian) de Victor Fleming
- 1930 : The Return of Dr. Fu Manchu de Rowland V. Lee
- 1931 : No Limit, de Frank Tuttle
- 1933 : Three-Cornered Moon de Elliot Nugent
- 1934 : Princesse par intérim (Thirty-Day Princess) de Marion Gering
- 1934 : La Métisse (Behold My Wife), de Mitchell Leisen
- 1934 : Petite Miss (Little Miss Marker) de Alexander Hall
- 1935 : Gosse de riche (She Couldn't Take It) de Tay Garnett
- 1936 : Deux Enfants terribles (And So They Were Married) d'Elliott Nugent
- 1936 : Meet Nero Wolfe de Herbert Biberman
- 1937 : Sa dernière carte (Her Husband Lies) d'Edward Ludwig
- 1940 : Et l'amour vint... (He Stayed for Breakfast) d'Alexander Hall
- 1943 : La Cité sans hommes (City Without Men) de Sidney Salkow

## Source de la traduction
- (en) Cet article est partiellement ou en totalité issu de l’article de Wikipédia en anglais intitulé « B. P. Schulberg » (voir la liste des auteurs).